# 目黒サレジオ幼稚園
目黒サレジオ幼稚園（めぐろサレジオようちえん）は、東京都目黒区碑文谷にある私立幼稚園。カトリックの男子修道会であるサレジオ修道会を母体とするミッションスクール。

## 概要
1949年東京都目黒区碑文谷に創立。

## 沿革
- 1859年 ヨハネ・ボスコがサレジオ会を創立[1]。
- 1949年 碑文谷に聖堂が置かれる[1]。
- 1949年 目黒サレジオ幼稚園が創立。初代園長にダルフィオール師が就任する[1]。